# Discorhabdella tuberosocapitatum
Discorhabdella tuberosocapitatum är en svampdjursart som först beskrevs av Topsent 1892.  Discorhabdella tuberosocapitatum ingår i släktet Discorhabdella och familjen Crambeidae. Inga underarter finns listade i Catalogue of Life.